# Sender Seegrube
Der Sender Seegrube befindet sich auf der Seegrube auf dem Gebiet von Innsbruck oberhalb der Stadt.
Er ist eine Sendeanlage des ORS und des ORF. Er deckt den Großraum Innsbruck ab, von Schönberg im Stubaital bis Innsbruck, von Völs bis Wattens. Die interne Bezeichnung des Senders lautet Innsbruck2. Zur Sendeanlage führt die Nordkettenbahn. Bis Dezember 2008 wurde von der ORS-Sendeanlage Seegrube auch digitales Radio (DAB) gemeinsam mit dem Sender Patscherkofel auf der Frequenz 227,360 MHz (Block 12 C) abgestrahlt.
Der Sender Antenne Tirol 105,10 MHz war aufgrund der doppelten Sendeleistung im Vergleich zu den ORF-Programmen auch bis nach Jenbach, Steinach am Brenner und Zirl empfangbar.

## Digitales Radio (DAB)
Bis Dezember 2008 wurden die Sender Ö1, Radio Tirol, Ö3, und FM4 abgestrahlt.

## Analoges Radio (UKW)
| Frequenz   | Radiosender | RDS-PS    | Senderlogo | PI-Code               | Regionalisierung | Sendeleistung |
| ---------- | ----------- | --------- | ---------- | --------------------- | ---------------- | ------------- |
| 087,60 MHz | Ö1          | __OE_1__  |            | A201                  |                  | 0,1 kW        |
| 094,60 MHz | Radio Tirol | ORF Tirol |            | AA0A                  | Tirol            | 0,1 kW        |
| 099,50 MHz | Hitradio Ö3 | __OE_3__  |            | A203                  |                  | 0,1 kW        |
| 102,50 MHz | FM4         | __FM4___  |            | A213                  |                  | 0,1 kW        |
| 105,10 MHz | oe24 Radio  | _OE_24__  |            | A3E0/ AAE0 (regional) | Tirol/Vorarlberg | 0,2 kW        |

oe24 Radio sendet vom Sender Innsbruck 2/Seegrube-Nordkettenbahn.

## Digitales Fernsehen DVB-T2
Von der Seegrube werden folgende Programme ausgestrahlt:
| Standard | Multiplex | Kanal (Frequenz) | Programme im Bouquet                                                                                                 | ERP [kW] | Polarisation horizontal (H)/ vertikal (V) |
| -------- | --------- | ---------------- | --- | -------- | ----------------------------------------- |
| DVB-T2   | MUX A     | K24 (498 MHz)    | ORF eins, ORF 2 Wien, ORF 1 HD, ORF 2 Tirol HD, ORF 2 Vorarlberg HD, ORF 2 Kärnten HD, ORF III HD, ORF SPORT + HD    | 010      | H                                         |
| DVB-T2   | MUX B     | K27 (522 MHz)    | ATV HD, ServusTV HD, RTL HD, 3sat HD, HGTV, Puls 4, ATV2, ZDFinfo                                                    | 010      | H                                         |
| DVB-T2   | MUX D     | K37 (602 MHz)    | BR Fernsehen Süd HD, Arte HD, Sat.1 Gold, Super RTL, n-tv, Phoenix, Nickelodeon, DMAX, RTL Plus, NITRO, One          | 010      | H                                         |
| DVB-T2   | MUX E     | K23 (490 MHz)    | Das Erste HD, ZDF HD, ZDFneo HD, KiKA, RTL II, Sixx, kabel eins, Eurosport, Playboy TV, Sport1                       | 010      | H                                         |
| DVB-T2   | MUX F     | K22 (482 MHz)    | Sat.1 HD, ProSieben HD, Puls 4 HD, VOX HD, Disney Channel, CNN, Deluxe Music, NDR Fernsehen (Niedersachsen), Puls 24 | 010      | H                                         |

Über DVB-T-Kanal 23 wurden ebenfalls die MHP-Datendienste ORF OK und ATV OK übertragen. Das Versorgungsgebiet reicht im mittleren Inntal etwa von Telfs bis Schwaz und teilweise in das nördliche Wipptal.

## Analoges Fernsehen (PAL)
Bis zur Umstellung auf DVB-T am 7. Mai 2007 wurden folgende Programme in analogem PAL gesendet:
| Kanal | Frequenz (MHz) | Programm      | ERP (kW) | Polarisation horizontal (H)/ vertikal (V) |
| ----- | -------------- | ------------- | -------- | ----------------------------------------- |
| 32    | 559,25         | ATV           | 1,5      | H                                         |
| 40    | 623,25         | ORF 2 (Tirol) | 1,5      | H                                         |
| 46    | 671,25         | ORF 1         | 1,5      | H                                         |